# Katya Adler
Katya Adler é uma jornalista britânica, atualmente trabalhando para a BBC como correpondente em Israel e nos territórios palestinos.

## Biografia e carreira
Filha de pais alemães, Katya nasceu em Londres, Inglaterra. Frequentou a Universidade de Bristol, e começou sua carreira jornalística trabalhando para o Times (em Roma), a Reuters e a Blue Danube Radio.
Após se formar, em junho de 1995, mudou-se para Viena, onde trabalhou como organizadora dos congressos internacionais na Mondial Congress. Passou a trabalhar como correspondente para a emissora pública austríaca ORF no fim de 1995, transmitindo notícias locais e, posteriormente, internacionais, a partir do Kosovo, Europa Oriental e por todo o Sudoeste da Ásia e Norte da África.
Passou a fazer parte da BBC ainda em Viena, em 1998, onde passou a fazer reportagens sobre assuntos relacionados à Áustria e à Europa Central. Após tornar-se correspondente da rede em Berlim por um curto período, em 2000 foi deslocada para Londres, onde passou a trabalhar para o BBC World Service, apresentado atualidades europeias, embora continuasse deslocando-se semanalmente a Berlim para trabalhar como âncora para a Deutsche Welle. A partir de agosto de 2003 tornou-se correspondente da BBC em Madri, e se deslocou pelo mundo cobrindo diversas histórias, como as mortes do papa João Paulo II, e do líder palestino Iasser Arafat num hospital de Paris. Adler também fez reportagens para a rede durante os atentados de 11 de março de 2004 em Madri.
Desde dezembro de 2006 Adler é a correspondente da BBC para o Oriente Médio, sediada em Jerusalém. Katya fala fluentemente o italiano, espanhol, alemão e o francês, e está aprendendo árabe e hebraico.